# Российско-германская внешнеторговая палата
Российско-германская внешнеторговая палата (нем. Deutsch Russische Auslandshandelskammer; сокр. Российско-германская ВТП, нем. AHK Russland) — экономическое и лоббистское объединение со штаб-квартирой в Москве, входящее в сеть внешнеторговых палат Германии (нем. Auslandshandelskammer), созданная с целью содействия бизнесу в сфере экономического обмена между Россией и Германией.
Организация по поручению германского правительства представляет интересы немецкого бизнеса на российском рынке. Членами Российско-Германской ВТП являются более 1000 немецких, российских и международных компаний.
Штаб-квартира с декабря 2018 года располагается в деловом центре «Фили Град». Имеется представительство в Берлине, филиал в Санкт-Петербурге, в шести регионах представлена работающими на общественных началах уполномоченными.

## История
Основана по инициативе Андреа фон Кнооп; в 1993—2007 годы она возглавляла Представительство немецкой экономики в Российской Федерации и являлась председателем Союза немецкой экономики — предшественника Российско-германской ВТП, 5 декабря 2007 года объявлено о создании внешнеторговой палаты. Первым председателем правления ВТП в 2008—2016 годы был Михаэль Хармс.
В марте 2020 года президент России Владимир Путин поздравил членов палаты с 25-летием со дня основания, назвал организацию «одним из наиболее представительных и эффективных объединений иностранного бизнеса в России» и указал на весомую роль в развитии российско-германского сотрудничества, а также выразил уверенность в дальнейшем наращивании взаимовыгодных связей между Россией и Германией.

### Руководство
С марта 2016 года председателем правления Российско-германской внешнеторговой палаты является Маттиас Шепп. В прошлом журналист, до своего избрания председателем правления он возглавлял Московское представительство немецкого журнала Der Spiegel. Его предшественник Михаэль Хармс перешёл в Восточный комитет немецкой экономики (нем. Ost-Ausschuss – Osteuropaverein der Deutschen Wirtschaft; OAOEV) на должность исполнительного директора.
С 2012 года президентом является Райнер Зеле, председатель правления энергетического концерна OMV. Вице-президент Российско-германской ВТП — основной акционер «Северстали» Алексей Мордашов.
Почётный президент -- основательница палаты Андреа фон Кнооп; в 2016 году ей было предоставлено российское гражданство .

## Организация и финансирование
Будучи частью системы представительства немецкого бизнеса за рубежом, Российско-Германская ВТП — это некоммерческая организация, представляющая интересы немецких компаний в России, которая финансируется из членских взносов и средств, выделяемых Федеральным министерством экономики и энергетики (BMWi). Помимо поддержки со стороны Палаты, её члены также могут пользоваться услугами, предоставляемыми под сервисным брендом DEinternational. Российско-Германская ВТП информирует своих членов в рамках более чем 200 мероприятий в год обо всех релевантных экономических и экономико-политических темах в России и Германии.

## Рабочие группы и комитеты
Российско-германская ВТП организует многочисленные рабочие группы и комитеты, исходя из актуальных сфер интересов своих членов.
Темы рабочих групп и комитетов в Москве:
- Аграрная и пищевая промышленность
- Бухгалтерский учёт
- Корпоративная этика (Compliance)
- Контроллинг
- Корпоративные коммуникации
- Цифровые технологии (электронная коммерция и электронный маркетинг, информационная безопасность, стартапы)
- Финансовые услуги
- Устойчивое развитие
- Недвижимость и строительство
- Локализация и промышленное производство
- Персонал, кадры, HR
- Право
- Корпоративная социальная ответственность
- Налоги и финансовая отчётность
- Таможня, транспорт и логистика
- Экология и обращение с отходами

Темы рабочих групп и комитетов в Санкт-Петербурге:
- Маркетинг и сбыт
- Вопросы персонала
- Таможня, транспорт и логистика

## «Сервисный бренд» DEInternational
Под маркой DEinternational действуют коммерческие провайдеры услуг всей сети внешнеторговых палат, оказывающих такие услуги, как поиск бизнес-партнёров и подбор персонала, правовая поддержка, а также помощь в создании и расширении деловой активности за рубежом — под эгидой внешнеторговых палат. Внешнеторговые палаты располагают многолетним опытом и знанием зарубежных рынков и оказывают фирмам-членам поддержку в качестве партнёров при поиске деловых контактов.

## Издания
Российско-Германская ВТП публикует периодические издания на актуальные экономические темы.
- «Импульс» — журнал ВТП, который выходит четыре раза в год и информирует о текущей экономической ситуации в России. Каждый выпуск посвящён некой теме номера и знакомит с отраслевым и региональным контекстом.
- «100 вопросов и ответов о бизнесе в России» — ежегодный «справочник» в форме сборника интервью, отражающий актуальную ситуацию на рынке глазами компаний, работающих в России.
- Branchencheck Russland — совместный проект Агентства экономического развития Германии (нем. Germany Trade and Invest; GTAI) и Российско-германской внешнеторговой палаты, выходит раз в год и даёт общее представление об отдельных отраслях экономики в России, а также о перспективах рынка.
- «Российская экономика в цифрах» содержит сведения об экономических, социальных и общественных тенденциях в России. Выходит дважды в год.
- «Утренний брифинг ВТП» — рассылка для членов Российско-Германской внешнеторговой палаты с кратким обзором российских экономических новостей. Выходит дважды в неделю по вторникам и четвергам.
- Digital Quarterly — ежеквартальная рассылка о новостях цифровизации в России и Германии. Подготавливается при сотрудничестве с немецким софтверным концерном SAP.
- «Мастера России. Сделано по-немецки» — современный портал об инвестиционной и деловой активности немецких компаний России. Запуск проекта состоялся[5] в мае 2018 г. в преддверии Чемпионата мира по футболу в России.
- Немецкоязычный информационный портал EAWU.news — совместный проект с Агентством экономического развития Германии — знакомит с темами, связанными с Евразийским экономическим союзом (ЕАЭС).

## Филиалы
Центральный офис Российско-Германской ВТП расположен в Москве. Также действуют представительство в Берлине, филиал в Санкт-Петербурге, шесть региональных уполномоченных ВТП, осуществляющих данную деятельность на общественных началах:
- в Поволжье (Самара и Нижний Новгород)
- в Сибири (Новосибирск)
- на Урале (Екатеринбург)
- на Дальнем Востоке (Владивосток)
- на юге России (Краснодар)

Отдел Российско-Германской ВТП по работе с регионами организует многочисленные поездки делегаций в российские регионы, в том числе и на производственные площадки немецких компаний.

## Премия им. Отто Вольффа фон Амеронгена для малого и среднего бизнеса
Премия для малого и среднего бизнеса им. Отто Вольффа фон Амеронгена Российско-Германской внешнеторговой палаты вручается компаниям, которые находятся в семейном управлении, отличаются инновационностью и осуществляют свою деятельность в германо-российском экономическом поле. Премия вручается компаниям в трёх категориях: немецкий малый и средний бизнес в России, российский малый и средний бизнес в Германии, а также инновационный бизнес на обоих рынках.
Помимо достижений с сфере предпринимательской деятельности, при вручении данной премии также учитываются новаторские успехи на соответствующем целевом рынке, а также инновационный потенциал компаний. Премия была учреждена Фондом Отто Вольффа в 2009 году.

## Опросы по деловому климату
Дважды в год Российско-германская ВТП проводит опросы по деловому климату в России, причём в конце года данный опрос всегда проводится совместно с Восточным комитетом немецкой экономики. Такие опросы дают возможность оценить актуальные тренды экономического климата и рамочные условия в России, в частности, влияние санкций на деловую активность немецких компаний.

## Лоббистские инициативы
Российско-германская ВТП участвовала в запуске нескольких инициатив, направленных на представление интересов немецкого и российского бизнеса в России:
- Германо-российская инициатива по цифровизации экономики (англ. German-Russian Initiative for Digitalization of the Economy, сокращённо: GRID) объединяет[8] немецкие и российские компании в сфере цифровизации. Российско-Германская ВТП входит в число первых участников Инициативы. Членами GRID с немецкой стороны являются Siemens, SAP, Bosch, Remondis[англ.], Volkswagen, Российско-германская ВТП и Восточный комитет немецкой экономики (OAOEV), с российской — Российский союз промышленников и предпринимателей (РСПП), «Ростелеком», «Группа Синара», «Лаборатория Касперского», Фонд Сколково и «Цифра».
- Немецкая инициатива по развитию высокоскоростных железнодорожных магистралей объединяет под эгидой Российско-германской ВТП лидеров отрасли и ведущих экспертов из Германии, которые хотели бы участвовать в развитии сети высокоскоростных железнодорожных магистралей в России[9]. К числу планируемых проектов относится высокоскоростная железная дорога Москва-Санкт-Петербург. Участниками Инициативы, в частности, являются Deutsche Bahn, Siemens, Deutsche Bank и Schaeffler.
- Единое окно по содействию экспорту — инициатива, реализуемая при сотрудничестве с Российским экспортным центром (РЭЦ). В число задач данной инициативы входит поддержка российских компаний в экспорте их продукции в Германию и немецких компаний в поиске определённой российской продукции и партнёров[10].
- В рамках инициативы «Профобразование» Российско-германская ВТП оказывает поддержку немецким компаниям, желающим перенести немецкую концепцию дуального профобразования в Россию[11]. Программа дуального профобразования стала главной темой встречи президента Владимира Путина с представителями иностранного бизнеса, инициированной ВТП, в декабре 2019 года[12].
- Цифровая платформа Germantech создана по инициативе и при финансовой поддержке Федерального министерства охраны окружающей среды, охраны природы и ядерной безопасности (BMU) для установления контактов между немецкими и российскими компаниями из сферы обращения с отходами[13].

## Позиционные документы Российско-германской ВТП
- В контексте дискуссии о санкциях Российско-германская ВТП однозначно встаёт[14] на сторону экономических интересов. Согласно опросам, более 90 % членов ВТП выступают за отмену санкций ЕС против России[15]. Президент Российско-германской ВТП Райнер Зеле призвал к «скорейшему переходу к отказу от санкций ЕС в отношении России».
- Российско-германская ВТП решительно осуждает санкции США против России, введённые Вашингтоном в 2017 году. Как считают участники опросов ВТП, санкции ударяют прежде всего по немецким компаниям. Краткосрочный ущерб от санкций оценивается более чем в 1 млрд евро[16], причём под ударом оказываются, в частности, «скрытые чемпионы» немецкого среднего бизнеса.
- В своём позиционном документе Российско-германская ВТП поддержала реализацию проекта «Северный поток — 2», аргументировав это косвенной зависимостью энергетических тарифов в Германии от строительства газопровода. Дополнительные газотранспортные мощности после сдачи в эксплуатацию «Северного потока — 2» положительно скажутся[17] на ценах на электроэнергию для немецких компаний и потребителей. Позиция поддерживается последовательно: в декабре 2019 председатель правления Маттиас Шепп указал, что Европе следует отвечать контрсанкциями на меры, которые ей вредят, а новые санкции США «касаются не столько России, сколько, в первую очередь, европейских компаний и энергетических интересов Германии»[18].
- Российско-германская внешнеторговая палата поддерживает концепцию единого экономического пространства от Лиссабона до Владивостока и призывает к более интенсивному диалогу между Европейским Союзом и Евразийским экономическим союзом и к более тесному сотрудничеству двух экономических объединений на практическом уровне[источник не указан 676 дней].
- С учётом усиливающейся конкуренции со стороны азиатских компаний для немецких фирм на российском рынке председатель правления Российско-германской ВТП Маттиас Шепп призвал к участию немецких политиков высокого уровня в важнейших экономических мероприятиях в России, таких как Петербургский международный экономический форум (ПМЭФ) или промышленная выставка «Иннопром» в Екатеринбурге[19]:

«Германия не должна допустить, чтобы все сливки достались её партнёрам, будь то государства, присоединившиеся к санкциям, или такие страны, как Китай и Япония, руководство которых в последнее время эффектно выступало на российских экономических форумах».